# Syncytiotrofoblast

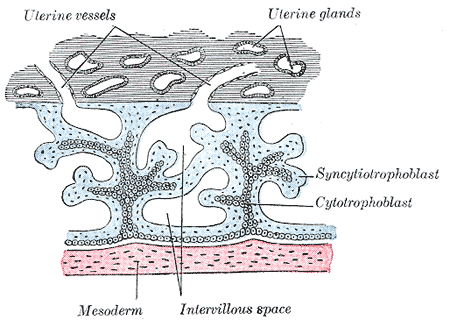
Rycina przedstawiająca budowę pierwotnych kosmków łożyska, zaznaczono syncytiotrofoblast

Syncytiotrofoblasty to wielojądrowe komórki łożyska. U człowieka pojawiają się 7 dnia od zapłodnienia. Syncytiotrofoblasty stanowią zewnętrzną część trofoblastu i mają zdolność inwazji ściany macicy. Syncytiotrofoblasty są najbardziej zewnętrznie położoną płodową składową łożyska (syntrofoblast) i znacznie zwiększają powierzchnię wymiany składników odżywczych między matką a płodem.  
Syncytiotrofoblasty wydzielają progesteron i gonadotropinę kosmówkową. hCG zapobiega inwolucji ciałka żółtego. Dopóki syncytiotrofoblasty nie wydzielają wystarczająco dużo progesteronu (około 4. miesiąca), resztę potrzebnego hormonu zapewnia ciałko żółte ciążowe.